# Občina Žiri
Občina Žiri so ena od občin v Republiki Sloveniji s 5.106 prebivalci (2025). Pred zadnjo ustanovitvijo leta 1994 je bila del Občine Škofja loka. Središče občine je v Žireh, kjer živi tudi velika večina (okoli tri četrtine) prebivalstva občine, večji naselji sta še Selo pri Žireh, skupaj s katerim šteje Žiri okoli 4.000 prebivalcev in Žirovski vrh.

## Naselja v občini
Brekovice, Breznica pri Žireh, Goropeke, Izgorje, Jarčja Dolina, Koprivnik, Ledinica, Mrzli Vrh, Opale, Osojnica, Podklanec, Račeva, Ravne pri Žireh, Selo, Sovra, Zabrežnik, Žiri, Žirovski Vrh